# Чемпіонат Європи з водних видів спорту
Чемпіонат Європи з водних видів спорту — загальноєвропейські змагання з водних видів спорту, що їх проводить Європейська ліга плавання (LEN) — керівний орган з водних видів спорту в Європі. Станом на 2022 рік чемпіонати відбуваються кожні два роки (в парні роки). Починаючи з 1999 року їх програма складається з чотирьох видів: плавання (довга дистанція/50-метровий басейн), стрибків у воду, артистичного плавання та плавання на відкритій воді. До 1997 року в програмі чемпіонатів було ще й водне поло, але починаючи з 1999 року LEN проводить окремі чемпіонати Європи з водного поло. В олімпійські роки відсутні змагання на відкритій воді.
Зазвичай чемпіонати тривають два тижні, в середині або наприкінці літа, проте в останні роки літніх олімпіад (2004, 2008, 2012, 2016 і 2020) їх перенесено на весну, щоб збільшити перерву між цими змаганнями.

## Чемпіонати
Перший чемпіонат Європи з водних видів спорту відбувся 1926 року. Перед 1999 роком у програмі цих змагань було водне поло, але відтоді проводять окремі чемпіонати Європи з водного поло. З 1973 до 1999 року чемпіонати Європи проводили в ті роки, коли не було ні літніх Олімпійських ігор, ні чемпіонатів світу, за винятком 1979 року (1973 року відбувся перший чемпіонат світу, а після 1999 року (починаючи з 2001-го) чемпіонати світу стали проводити не в парні роки між олімпійськими іграми, а кожні непарні два роки). Змагання серед жінок вперше з'явилися в програмі другого за ліком чемпіонату Європи 1927 року.
| За ліком | Рік  | Місто-господар     | Країна                                         | Дисципліни | Строки                               | 1-ше місце за медалями | 2-ге місце за медалями | 3-тє місце за медалями |
| -------- | ---- | ------------------ | ---------------------------------------------- | ---------- | ------------------------------------ | ---------------------- | ---------------------- | ---------------------- |
| 1        | 1926 | Будапешт           | Угорщина                                       | 9          | 18–22 серпня 1926                    | Німеччина              | Швеція                 | Угорщина               |
| 2        | 1927 | Болонья            | Італія                                         | 16         | 31 серпня — 4 вересня 1927           | Німеччина              | Швеція                 | Нідерланди             |
| 3        | 1931 | Париж              | Франція                                        | 16         | 23–30 серпня 1931                    | Угорщина               | Німеччина              | Нідерланди             |
| 4        | 1934 | Магдебург          | Німеччина                                      | 16         | 12–19 серпня 1934                    | Німеччина              | Нідерланди             | Угорщина               |
| 5        | 1938 | Лондон             | Велика Британія                                | 16         | 6–13 серпня 1938                     | Німеччина              | Данія                  | Нідерланди             |
| 6        | 1947 | Монте-Карло        | Монако                                         | 16         | 10–14 вересня 1947                   | Франція                | Данія                  | Угорщина               |
| 7        | 1950 | Відень             | Австрія                                        | 16         | 20–27 серпня 1950                    | Франція                | Нідерланди             | ФРН                    |
| 8        | 1954 | Турин              | Італія                                         | 18         | 31 серпня — 5 вересня 1954           | Угорщина               | СРСР                   | НДР                    |
| 9        | 1958 | Будапешт           | Угорщина                                       | 20         | 31 серпня — 6 вересня 1958           | СРСР                   | Велика Британія        | Нідерланди             |
| 10       | 1962 | Лейпциг            | НДР                                            | 23         | 18–25 серпня 1962                    | Нідерланди             | НДР                    | СРСР                   |
| 11       | 1966 | Утрехт             | Нідерланди                                     | 23         | 20–27 серпня 1966                    | СРСР                   | НДР                    | Нідерланди             |
| 12       | 1970 | Барселона          | Іспанія                                        | 34         | 5–13 вересня 1970                    | НДР                    | СРСР                   | ФРН                    |
| 13       | 1974 | Відень             | Австрія                                        | 37         | 18–25 серпня 1974                    | НДР                    | ФРН                    | Велика Британія        |
| 14       | 1977 | Єнчепінг           | Швеція                                         | 37         | 14–21 серпня 1977                    | НДР                    | СРСР                   | ФРН                    |
| 15       | 1981 | Спліт              | Соціалістична Федеративна Республіка Югославія | 37         | 4–12 вересня 1981                    | НДР                    | СРСР                   | Велика Британія        |
| 16       | 1983 | Рим                | Італія                                         | 38         | 22–27 серпня 1983                    | НДР                    | СРСР                   | ФРН                    |
| 17       | 1985 | Софія Осло         | Болгарія · Норвегія                            | 39         | 4–11 серпня 1985 12–18 серпня 1985   | НДР                    | СРСР                   | ФРН                    |
| 18       | 1987 | Страсбург          | Франція                                        | 41         | 16–23 серпня 1987                    | НДР                    | СРСР                   | ФРН                    |
| 19       | 1989 | Бонн               | Західна Німеччина                              | 43         | 15–20 серпня 1989                    | НДР                    | СРСР                   | Франція                |
| 20       | 1991 | Афіни Террачина    | Греція · Італія                                | 47         | 18–25 серпня 1991 14–15 вересня 1991 | СРСР                   | Німеччина              | Угорщина               |
| 21       | 1993 | Шеффілд Слапи      | Велика Британія · Чехія                        | 47         | 3–8 серпня 1993 28–29 серпня 1993    | Німеччина              | Росія                  | Угорщина               |
| 22       | 1995 | Відень             | Австрія                                        | 47         | 22–27 серпня 1995                    | Росія                  | Німеччина              | Угорщина               |
| 23       | 1997 | Севілья            | Іспанія                                        | 51         | 19–24 серпня 1997                    | Росія                  | Німеччина              | Угорщина               |
| 24       | 1999 | Стамбул            | Туреччина                                      | 55         | 26 липня — 1 серпня 1999             | Німеччина              | Росія                  | Нідерланди             |
| 25       | 2000 | Гельсінкі          | Фінляндія                                      | 55         | 3–9 липня 2000                       | Росія                  | Німеччина              | Італія                 |
| 26       | 2002 | Берлін             | Німеччина                                      | 57         | 29 липня — 4 серпня 2002             | Німеччина              | Росія                  | Італія                 |
| 27       | 2004 | Мадрид             | Іспанія                                        | 58         | 5–16 травня 2004                     | Україна                | Росія                  | Італія                 |
| 28       | 2006 | Будапешт           | Угорщина                                       | 58         | 26 липня — 6 серпня 2006             | Росія                  | Німеччина              | Франція                |
| 29       | 2008 | Ейндговен          | Нідерланди                                     | 54         | 13–24 березня 2008                   | Росія                  | Італія                 | Франція                |
| 30       | 2010 | Будапешт           | Угорщина                                       | 61         | 4–15 серпня 2010                     | Росія                  | Німеччина              | Франція                |
| 31       | 2012 | Дебрецен Ейндговен | Угорщина · Нідерланди                          | 55         | 15–27 травня 2012                    | Угорщина               | Німеччина              | Італія                 |
| 32       | 2014 | Берлін             | Німеччина                                      | 64         | 13–24 серпня 2014                    | Велика Британія        | Росія                  | Італія                 |
| 33       | 2016 | Лондон             | Велика Британія                                | 64         | 9–22 травня 2016                     | Велика Британія        | Угорщина               | Росія                  |
| 34       | 2018 | Глазго Единбург    | Велика Британія                                | 72         | 2–12 серпня 2018                     | Росія                  | Велика Британія        | Італія                 |
| 35       | 2020 | Будапешт           | Угорщина                                       | 73         | 10–23 травня 2021                    | Росія                  | Велика Британія        | Італія                 |
| 36       | 2022 | Рим                | Італія                                         | 77         | 11–21 серпня 2022                    |                        |                        |                        |

## Таблиця медалей (1926–2021 роки)
| Місце               | Країна                      | Золото | Срібло | Бронза | Загалом |
| ------------------- | --------------------------- | ------ | ------ | ------ | ------- |
| 1                   | Росія                       | 197    | 116    | 87     | 400     |
| 2                   | Німеччина                   | 165    | 157    | 123    | 445     |
| 3                   | НДР                         | 143    | 115    | 68     | 326     |
| 4                   | Угорщина                    | 117    | 99     | 78     | 294     |
| 5                   | Італія                      | 102    | 123    | 178    | 403     |
| 6                   | Велика Британія             | 99     | 108    | 125    | 332     |
| 7                   | СРСР                        | 97     | 87     | 79     | 263     |
| 8                   | Франція                     | 88     | 90     | 82     | 260     |
| 9                   | Нідерланди                  | 83     | 97     | 84     | 264     |
| 10                  | Швеція                      | 63     | 74     | 69     | 206     |
| 11                  | Україна                     | 56     | 64     | 66     | 186     |
| 12                  | ФРН                         | 41     | 33     | 49     | 123     |
| 13                  | Іспанія                     | 31     | 54     | 50     | 135     |
| 14                  | Данія                       | 29     | 21     | 32     | 82      |
| 15                  | Польща                      | 18     | 18     | 21     | 57      |
| 16                  | Фінляндія                   | 13     | 7      | 12     | 32      |
| 17                  | Австрія                     | 12     | 17     | 19     | 48      |
| 18                  | Румунія                     | 9      | 25     | 32     | 66      |
| 19                  | Греція                      | 8      | 10     | 22     | 40      |
| 20                  | Норвегія                    | 6      | 8      | 5      | 19      |
| 21                  | Білорусь                    | 5      | 10     | 17     | 32      |
| 22                  | Бельгія                     | 5      | 6      | 16     | 27      |
| 23                  | Швейцарія                   | 4      | 8      | 17     | 29      |
| 24                  | Ірландія                    | 4      | 6      | 1      | 11      |
| 25                  | Сербія                      | 4      | 1      | 0      | 5       |
| 26                  | Чехія                       | 4      | 0      | 15     | 19      |
| 27                  | Словаччина                  | 3      | 11     | 2      | 16      |
| 28                  | Югославія                   | 2      | 14     | 13     | 29      |
| 29                  | Хорватія                    | 2      | 7      | 7      | 16      |
| 30                  | Чехословаччина              | 2      | 5      | 11     | 18      |
| 31                  | Словенія                    | 2      | 5      | 10     | 17      |
| 32                  | Литва                       | 2      | 5      | 7      | 14      |
| 33                  | Ізраїль                     | 2      | 4      | 9      | 15      |
| 33                  | Болгарія                    | 2      | 4      | 9      | 15      |
| 35                  | Фарерські острови           | 0      | 3      | 0      | 3       |
| 36                  | Ісландія                    | 0      | 2      | 1      | 3       |
| 37                  | Португалія                  | 0      | 1      | 1      | 2       |
| 38                  | Союзна Республіка Югославія | 0      | 1      | 0      | 1       |
| 38                  | Естонія                     | 0      | 1      | 0      | 1       |
| 40                  | Вірменія                    | 0      | 0      | 1      | 1       |
| 40                  | Туреччина                   | 0      | 0      | 1      | 1       |
| Загалом (41 збірна) | Загалом (41 збірна)         | 1420   | 1417   | 1419   | 4256    |

Примітка: таблиця містить медалі, здобуті у плаванні (з 1926), стрибках у воду (з 1926), синхронному плаванні (з 1974), плаванні на відкритій воді (з 1991), а також водному поло (від 1926 до 1997 року, коли ця дисципліна входила до програми змагань). Починаючи з 1999 року проводять окремий чемпіонат Європи з водного поло.
Станом на 2018 рік Албанія, Андорра, Азербайджан, Боснія і Герцеговина, Кіпр, Грузія, Гібралтар, Косово, Латвія, Ліхтенштейн, Люксембург, Македонія, Мальта, Молдова, Монако, Чорногорія, Сан-Марино ще не здобули жодної медалі.

## Багаторазові медалісти з плавання (на довгій воді)
Оновлено по завершенні Чемпіонату Чемпіонату Європи з водних видів спорту 2020 року.
| #  | Спортсмен               | Країна          | 1  | 2 | 3 | Загалом |
| -- | ----------------------- | --------------- | -- | - | - | ------- |
| 1  | Олександр Попов         | СРСР Росія      | 21 | 3 | 2 | 26      |
| 2  | Адам Піті               | Велика Британія | 16 | 0 | 0 | 16      |
| 3  | Ласло Чех               | Угорщина        | 14 | 4 | 5 | 23      |
| 4  | Міхаель Ґрос            | ФРН             | 13 | 4 | 2 | 19      |
| 5  | Пітер ван ден Гогенбанд | Нідерланди      | 10 | 5 | 4 | 19      |
| 6  | Еміліано Брембілья      | Італія          | 10 | 3 | 0 | 13      |
| 7  | Філіппо Маньїні         | Італія          | 9  | 5 | 5 | 19      |
| 8  | Петер Ноке              | ФРН             | 9  | 1 | 0 | 10      |
| 9  | Тамаш Дарньї            | Угорщина        | 8  | 0 | 0 | 8       |
| 10 | Данкан Скотт            | Велика Британія | 7  | 4 | 0 | 11      |
| 11 | Олег Лісогор            | Україна         | 7  | 3 | 3 | 13      |
| 12 | Джеймс Ґай              | Велика Британія | 7  | 2 | 3 | 12      |

| #  | Спортсменка           | Країна          | 1  | 2 | 3 | Загалом |
| -- | --------------------- | --------------- | -- | - | - | ------- |
| 1  | Францишка ван Альмсік | Німеччина       | 18 | 3 | 0 | 21      |
| 2  | Катінка Хоссу         | Угорщина        | 15 | 6 | 3 | 24      |
| 3  | Сара Шестрем          | Швеція          | 14 | 6 | 3 | 23      |
| 4  | Гайке Фрідріх         | НДР Німеччина   | 11 | 2 | 0 | 13      |
| 5  | Тереза Альсгаммар     | Швеція          | 10 | 7 | 4 | 21      |
| 6  | Франческа Голсолл     | Велика Британія | 10 | 3 | 4 | 17      |
| 7  | Яна Клочкова          | Україна         | 10 | 2 | 4 | 16      |
| 8  | Зандра Фелкер         | Німеччина       | 9  | 4 | 4 | 17      |
| 9  | Крістіна Егерсегі     | Угорщина        | 9  | 4 | 0 | 13      |
| 9  | Астрід Штраус         | НДР             | 9  | 4 | 0 | 13      |
| 11 | Лор Маноду            | Франція         | 9  | 1 | 3 | 13      |
| 12 | Крістін Отто          | НДР             | 9  | 1 | 1 | 11      |
| 13 | Уте Ґевеніґер         | НДР             | 9  | 1 | 0 | 10      |
| 14 | Федеріка Пеллегріні   | Італія          | 7  | 6 | 7 | 20      |
| 15 | Юлія Єфімова          | Росія           | 7  | 4 | 2 | 13      |
| 16 | Метте Якобсен         | Данія           | 7  | 3 | 8 | 18      |
| 17 | Даніела Гунґер        | НДР Німеччина   | 7  | 3 | 0 | 10      |
| 18 | Агнеш Ковач           | Угорщина        | 7  | 2 | 4 | 13      |
| 19 | Брітта Штеффен        | Німеччина       | 7  | 2 | 0 | 9       |
| 20 | Фрея Андерсон         | Велика Британія | 7  | 0 | 3 | 10      |